# Patrick Bourdais
Patrick Bourdais (ur. 16 września 1954 w L’Hermitage) – francuski kierowca wyścigowy.

## Kariera
Bourdais rozpoczął karierę w międzynarodowych wyścigach samochodowych w 1985 roku od startów w Coupe de France Renault 5 Elf Turbo, gdzie dwukrotnie stawał na podium. Z dorobkiem sześćdziesięciu punktów został sklasyfikowany na piątej pozycji w klasyfikacji generalnej. W późniejszych latach Francuz pojawiał się także w stawce Renault 5 Turbo Cup France, Coupe de France Peugeot 309, Renault Elf Europa Cup, Trophee Porsche Turbo Cup, Renault Clio Cup France, Renault Clio International Cup, 24-godzinnego wyścigu Le Mans, Global GT Championship, French GT Championship, FIA GT3 European Championship oraz Grand-Am Cup.

## Życie prywatne
Jest ojcem byłego kierowcy Formuły 1, czterokrotnego mistrza Champ Car Sébastiena Bourdaisa.